# Айов (Омська область)
Айов (рос. Аёв) — село у Великоуківському районі Омської області Російської Федерації.
Муніципальне утворення — Айовське сільське поселення. Населення становить 814 осіб.

## Історія
Згідно із законом від 30 липня 2004 року входить до складу муніципального утворення Айовське сільське поселення.

## Населення
| 2010 |
| ---- |
| 814  |